# Fernanda Viégas

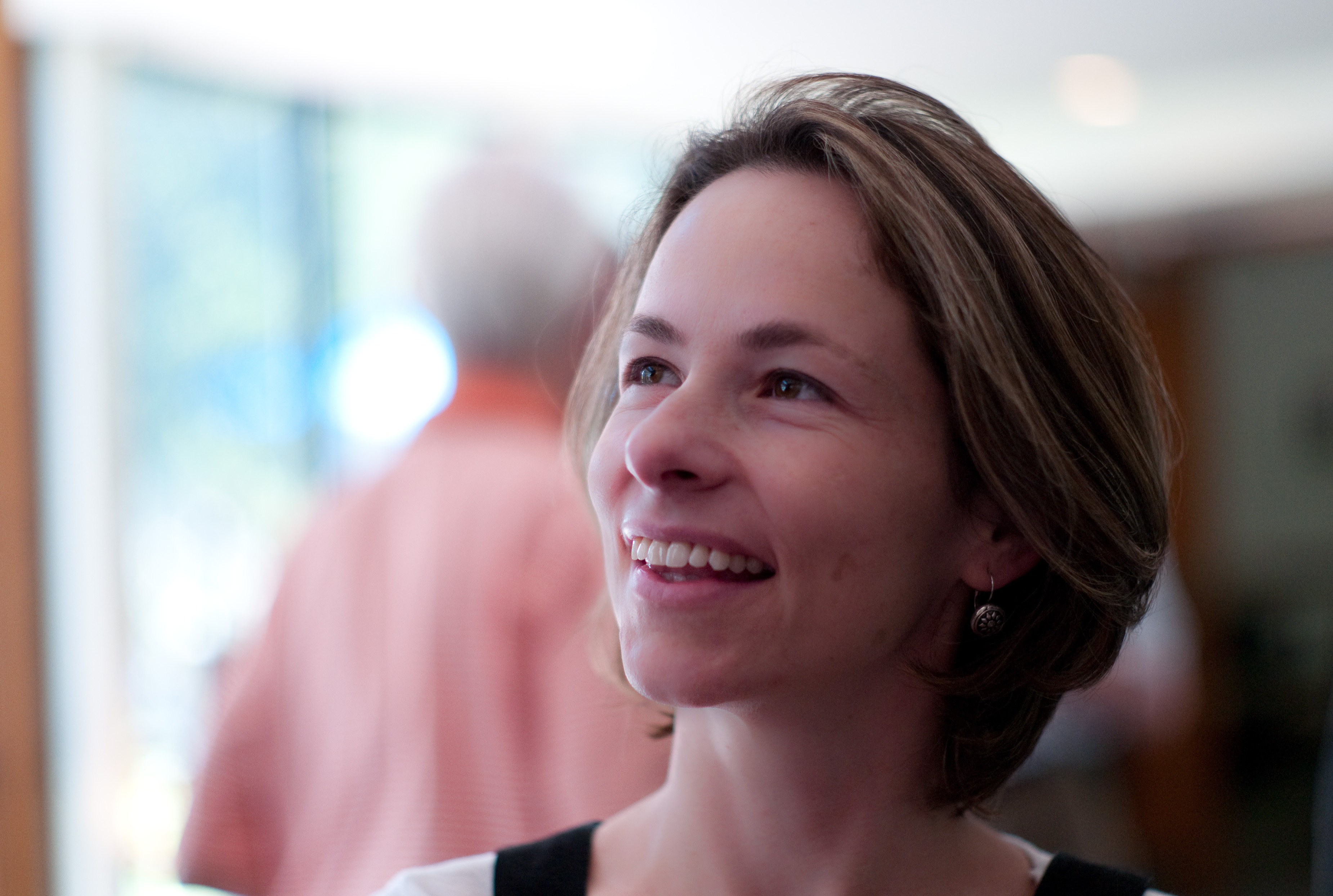
Fernanda Viégas

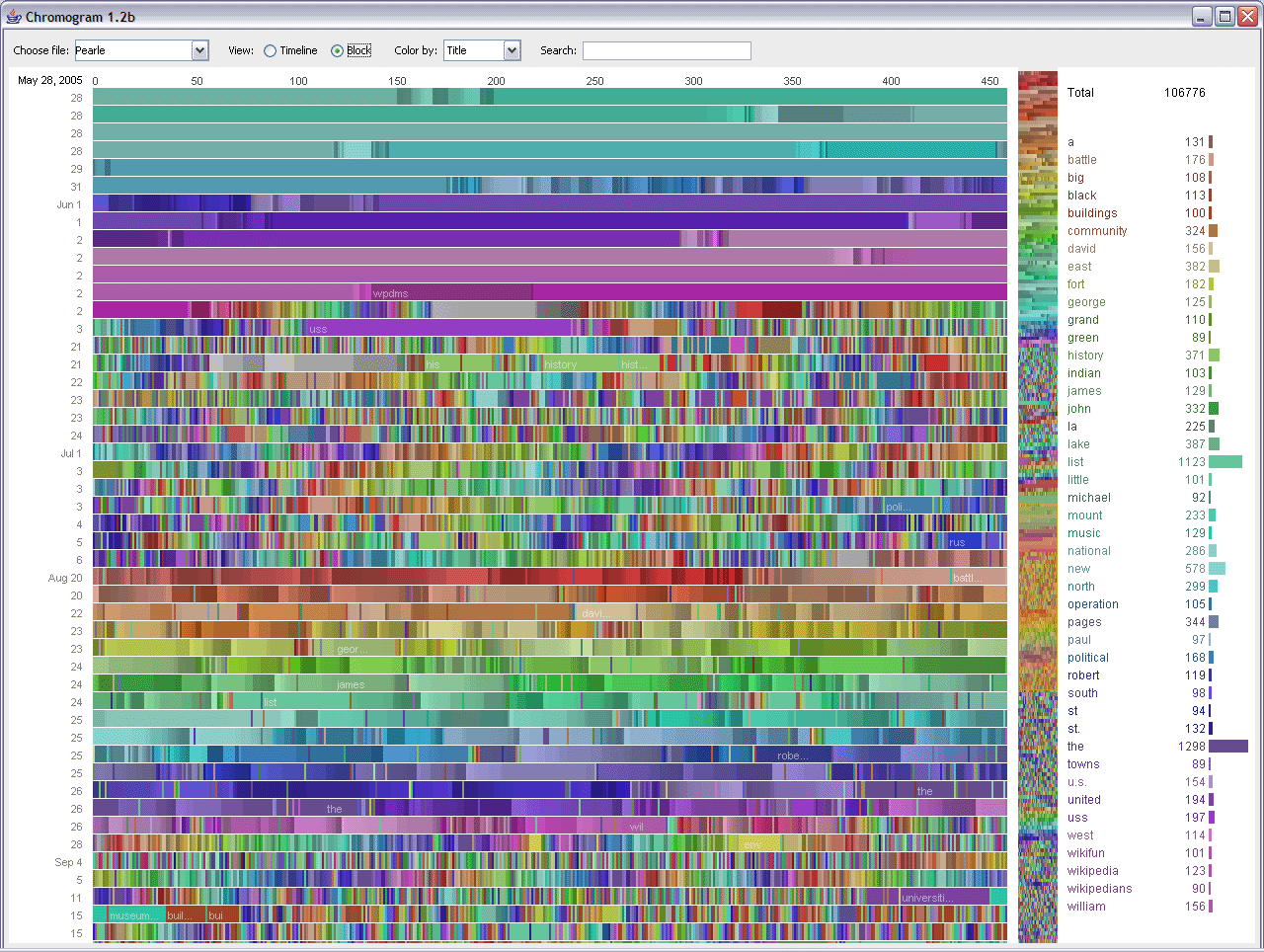
Fernanda Viégas, Chromogram, 2006. Visualisierung aller Bearbeitungsaktivitäten durch Benutzer „Pearle“ auf Wikipedia

Fernanda Bertini Viégas (* 1971 in São Paulo, Brasilien) ist eine brasilianisch-amerikanische Informatikerin und Datenvisualisiererin. Sie wurde 2010 von dem Magazin Fast Company in die Liste der einflussreichsten Frauen in der Technologiewelt aufgenommen.

## Leben und Werk
Viégas studierte Chemieingenieurwissenschaften und Linguistik in Rio de Janeiro, bis sie 1992 ein Stipendium in den USA erhielt. An der University of Kansas in Lawrence studierte sie Grafikdesign und Kunstgeschichte und nach dem Masterabschluss besuchte sie 1997 das MIT Media Lab. Hier promovierte sie in der Sociable Media Group bei Judith Donath. Im selben Jahr begann sie im Visual Communication Lab am IBM Thomas J. Watson Research Center in Cambridge, Massachusetts zu arbeiten. Sie ist einer der Gründer der experimentellen Website Many Eyes von IBM, die 2007 erstellt wurde, um die Visualisierungstechnologie der Öffentlichkeit zugänglich zu machen. 2010 gründete sie mit dem Designer Martin M. Wattenberg ihr eigenes Beratungsunternehmen für Datenvisualisierung. Kurz danach wurden beide bei Google Co-Leader der Google-Datenvisualisierungsgruppe „Big Picture“ in Cambridge, Massachusetts. Ihre auf Visualisierung basierenden Kunstwerke wurden weltweit ausgestellt und sind Teil der ständigen Sammlung des Museum of Modern Art in New York. 2012 startete sie das Windkartenprojekt, das kontinuierlich aktualisierte Vorhersagen von Windmustern in den Vereinigten Staaten anzeigt. Ihre Arbeit mit Visualisierungen wie History Flow und Chromogram führte zu einigen der ersten Veröffentlichungen zur Dynamik von Wikipedia, einschließlich der ersten wissenschaftlichen Studie zur Reparatur von Vandalismus. Im Bereich maschinelles Lernen konzentrierte sie sich mit Wattenberg auf die Verbesserung der Interaktion zwischen Mensch und KI mit einer breiteren Agenda zur Demokratisierung der KI-Technologie.

## Veröffentlichungen (Auswahl)
- Fernanda Viégas, Judith Donath: Chat Circles. ACM Conference on Computer-Human Interaction (CHI), 1999
- „Visualizing conversation“, Journal of Computer Mediated Communication 4 (4), 1999
- Judith Donath, Karrie Karahalios, Fernanda Viégas: Persistent Conversations. Journal of Computer Mediated Communication 4 (4), 1999
- Fernanda b. Viégas, Martin Wattenberg, Kushal Dave: Studying Cooperation and Conflict between Authors with history flow Visualizations. ACM Conference on Computer-Human Interaction (CHI), 2004